# 초대륙

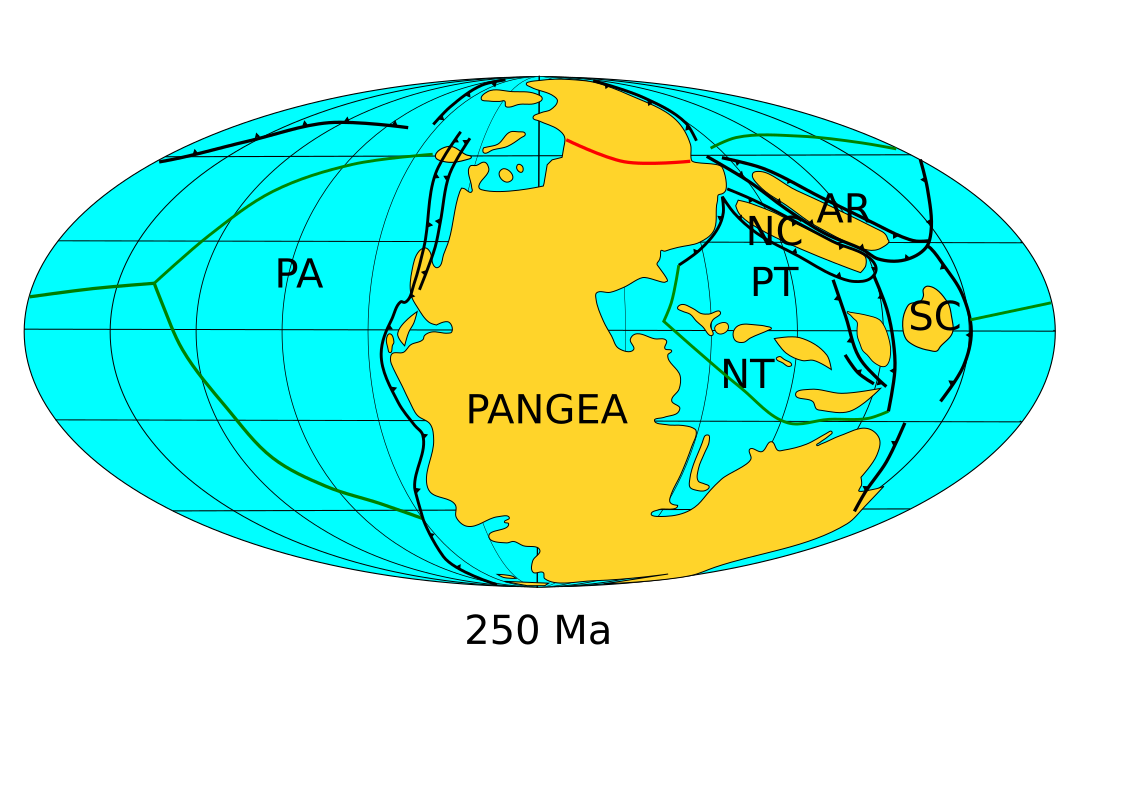
판게아 초대륙과 페름기-트라이아스기 경계인 약 2억 5천만 년 전 대륙의 위치. AR=아무리아; NC=화북; SC=화남; PA=판탈라사 해; PT=고테티스 해; NT=신테티스 해. 조산대는 빨간색으로 표시. 섭입대는 검은색으로 표시. 확장 중심부는 녹색으로 표시.

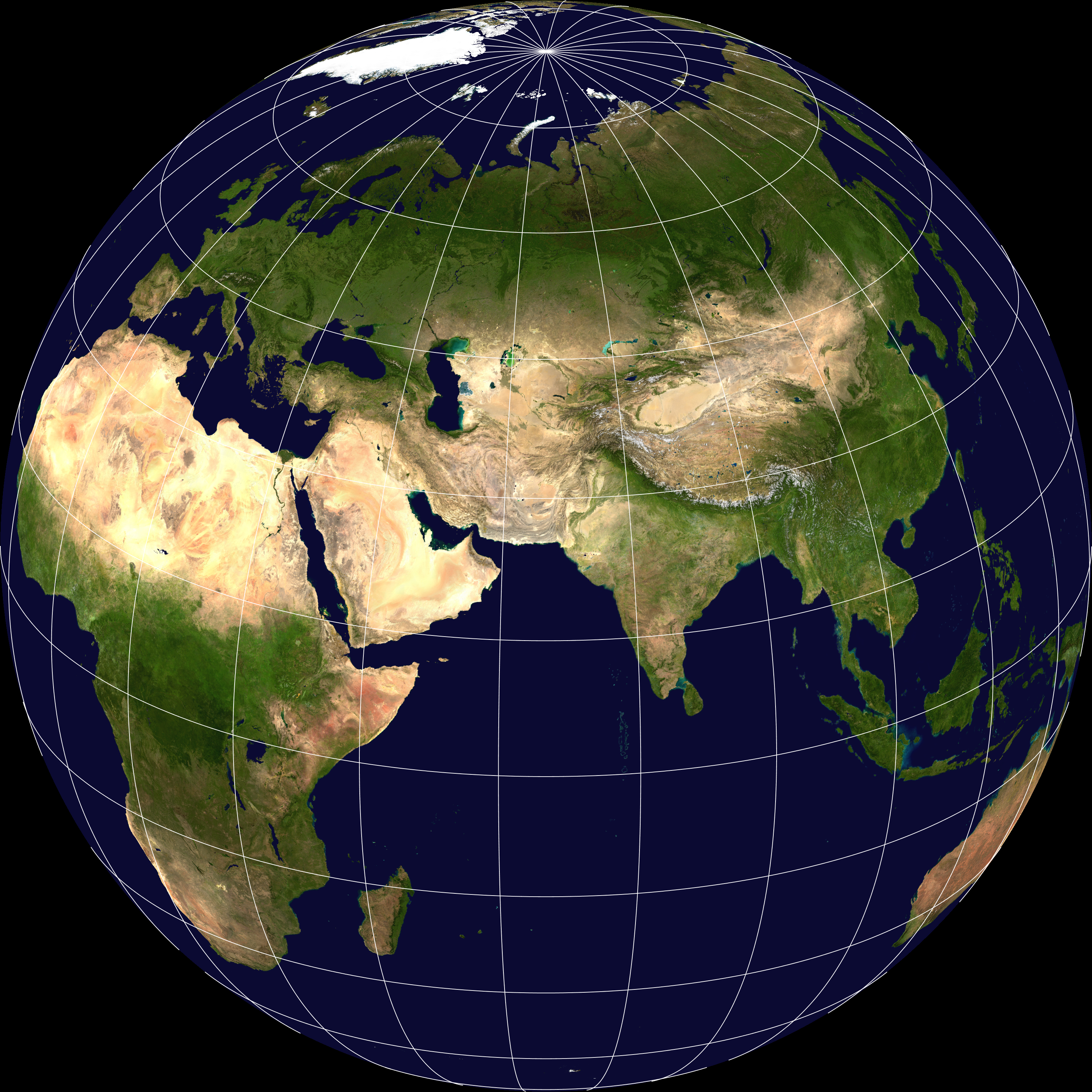
초대륙은 아니지만, 현재의 아프로·유라시아 대륙은 지구 육지 면적의 약 57%를 차지한다.

초대륙(超大陸, 영어: supercontinent)은 지질학에서 지구의 거의 모든 대륙 블록이나 크레이턴이 모여 하나의 거대한 육지를 형성한 것을 말한다. 그러나 일부 지질학자들은 "이전에 분산되어 있던 대륙들의 집합체"라는 다른 정의를 사용하는데, 이는 해석의 여지를 남기고 선캄브리아 시대에 더 쉽게 적용할 수 있다. 초대륙을 다른 집합체와 구별하기 위해, 초대륙이 되려면 당시 존재했던 대륙 지각의 최소 약 75%를 포함해야 한다는 한계가 제안되었다.
판 구조론의 힘으로 움직이며, 초대륙은 지질 시대 과거에 여러 번 조립되고 분산되었다. 현대적인 정의에 따르면, 오늘날에는 초대륙이 존재하지 않는다. 가장 가까운 것은 현재의 아프로·유라시아 대륙으로, 지구 전체 육지 면적의 약 57%를 차지한다. 대륙 육지가 서로 가까이 있었던 마지막 기간은 3억 3천 6백만 년 전부터 1억 7천 5백만 년 전까지였으며, 이때 판게아 초대륙을 형성했다. 대륙의 위치는 판게아 분열 직전인 쥐라기 초기까지 정확하게 결정되었다. 판게아의 전신인 곤드와나는 당시 발티카, 로렌시아, 시베리아 대륙의 육지가 분리되어 있었기 때문에 첫 번째 정의에 따라 초대륙으로 간주되지 않는다.
미래의 초대륙인 판게아 울티마는 다음 2억 5천만 년 이내에 형성될 것으로 가설화된다.

## 이론
현생누대 초대륙 판게아는 2억 1천 5백만 년 전부터 분열하기 시작했고 이러한 이격은 오늘날까지 계속되고 있다. 판게아는 지구의 초대륙 중 가장 최근의 것이므로 가장 잘 알려져 있고 이해되고 있다. 교실에서 판게아가 인기를 끄는 데 기여하는 것은, 현재 대서양을 둘러싼 대륙들을 퍼즐 조각처럼 맞춰 재구성하는 것이 거의 간단하기 때문이다.
판게아 이전 시기에 대해서는 지질 시대를 통한 초대륙 진화에 대한 두 가지 대조적인 모델이 있다.

### 연속성
첫 번째 모델은 바알바라와 케놀랜드를 포함하는 최소 두 개의 독립적인 초대륙이 존재했으며, 케놀랜드는 슈페리아와 슬라비아를 포함했다고 이론화한다. 이들 신생누대 시대의 부분들은 약 24억 8천만 년 전과 23억 1천 2백만 년 전에 분열했으며, 그 일부는 나중에 충돌하여 누나 (북유럽과 북아메리카)를 형성했다. 누나는 중원생대 동안 계속 발전했는데, 주로 미성숙 호의 측면 부착에 의해 발전했으며, 약 10억 년 전에 누나는 다른 육지와 충돌하여 로디니아를 형성했다. 약 8억 2천 5백만 년 전과 7억 5천만 년 전 사이에 로디니아는 분열했다. 그러나 완전히 분열하기 전에 로디니아의 일부 파편들은 이미 약 6억 8백만 년 전까지 곤드와나를 형성하기 위해 합쳐졌다. 판게아는 곤드와나, 로라시아 (로렌시아와 발티카), 그리고 시베리아의 충돌을 통해 형성되었다.

### 원판게아-고판게아
두 번째 모델(케놀랜드-아르티카)은 고지자기학 및 지질학적 증거를 기반으로 하며, 에디아카라기 동안 약 5억 7천 3백만 년 이후 분열하기 전까지 약 27억 2천만 년 전부터 대륙 지각이 단일 초대륙을 구성했다고 제안한다. 판 재구성은 고지자기극이 약 27억 2천만~21억 1천 5백만 년 전; 13억 5천만~11억 3천만 년 전; 그리고 7억 5천만~5억 7천 3백만 년 전 사이의 오랜 기간 동안 준정적인 위치로 수렴하며 재구성에는 작은 주변적 수정만이 있었던 관찰에서 파생되었다. 중간 기간 동안 극들은 통일된 겉보기 극 이동 경로를 따른다.
첫 번째 모델과 대조되지만, 첫 번째 단계(원판게아)는 본질적으로 첫 번째 모델의 바알바라와 케놀랜드를 포함한다. 원판게아-고판게아 초대륙의 긴 지속 기간에 대한 설명은 선캄브리아 시대 동안 뚜껑 구조론 (화성 및 금성에서 작동하는 구조론과 유사)이 우세했기 때문인 것으로 보인다. 이 이론에 따르면, 현대 지구에서 볼 수 있는 판 구조론은 지질 시대 후반에만 지배적으로 되었다. 이 접근법은 고지자기 데이터의 잘못된 적용을 사용한다는 이유로 많은 연구자들에게 널리 비판받았다.

## 주기
초대륙 주기는 하나의 초대륙이 분열하고 다른 초대륙이 형성되는 전지구적 규모의 현상이다. 초대륙 주기는 개별 해분의 열림과 닫힘인 윌슨 주기와는 다르다. 윌슨 주기는 초대륙 주기의 시기와 거의 일치하지 않는다. 그러나 초대륙 주기와 윌슨 주기 모두 판게아와 로디니아의 형성에 관여했다.
영년적인 경향, 예를 들어 탄산염암, 백립암, 에클로자이트, 그리고 녹색편암대 변형 사건들은 모두 선캄브리아 시대 초대륙 순환성의 잠재적 지표이지만, 원판게아-고판게아 해법은 현생누대 양식의 초대륙 주기가 이 시기에는 작동하지 않았음을 시사한다. 또한, 이러한 영년적 경향이 초대륙 주기에 약하거나 불균일하거나 부재한 흔적을 남기는 경우가 있다. 초대륙 재구성을 위한 영년적 방법은 단 하나의 설명만을 갖는 결과를 산출할 것이며, 경향에 대한 각 설명은 나머지 설명과 일치해야 한다.
다음 표는 브래들리(2011)의 더 느슨한 정의를 사용하여 재구성된 고대 초대륙의 이름을 대략적인 수백만 년 전(Ma) 시간 척도와 함께 나열한다.
| 초대륙 이름     | 연대 (백만 년 전) | 기간/시대 범위          | 비고                                                                 |
| --------------- | ----------------- | ----------------------- | -------------------------------------------------------------------- |
| 바알바라        | 3,636–2,803       | 시생누대-중시생누대     | 초크레이턴 또는 단순한 대륙으로도 기술됨                             |
| 우르            | 2,803–2,408       | 중시생누대-시데리아기   | 대륙과 초대륙으로 모두 기술됨                                        |
| 케놀랜드        | 2,720–2,114       | 신시생누대-리아시아기   | 대안으로 대륙들은 슈페리아와 슬라비아 두 그룹으로 형성되었을 수 있음 |
| 아르티카        | 2,114–1,995       | 리아시아기-오로시리아기 | 정의에 따라 일반적으로 초대륙으로 간주되지 않음                      |
| 아틀란티카      | 1,991–1,124       | 오로시리아기-스테니아기 | 정의에 따라 일반적으로 초대륙으로 간주되지 않음                      |
| 컬럼비아 (누나) | 1,820–1,350       | 오로시리아기-엑타시아기 | [ 15 ]                                                               |
| 로디니아        | 1,130–750         | 스테니아기-토니아기     | [ 15 ]                                                               |
| 판노티아        | 633–573           | 에디아카라기            | [ 15 ]                                                               |
| 곤드와나        | 550–175           | 에디아카라기-쥐라기     | 석탄기부터 판게아의 일부를 형성했으며, 항상 초대륙으로 간주되지 않음 |
| 판게아          | 336–175           | 석탄기-쥐라기           |                                                                      |

## 화산 활동
초대륙의 조립과 분산의 원인은 맨틀의 대류 과정에 의해 유도되는 것으로 생각된다. 맨틀 깊이 약 660 km 지점에 불연속면이 존재하며, 이는 플룸과 슈퍼플룸 (일명 LLSVP)과 관련된 과정을 통해 표면 지각에 영향을 미친다. 섭입된 지각 판이 주변 맨틀보다 밀도가 높으면 불연속면으로 가라앉는다. 일단 판들이 쌓이면 "슬랩 산사태"로 알려진 현상으로 하부 맨틀을 통해 가라앉는다. 불연속면에서의 이러한 변위는 하부 맨틀이 다른 곳에서 보상적으로 상승하게 만든다. 상승하는 맨틀은 플룸이나 슈퍼플룸을 형성할 수 있다.
상부 맨틀에 대이온 친석 원소를 보충함으로써 조성적 영향을 미칠 뿐만 아니라, 화산 활동은 판 운동에 영향을 미친다. 판들은 아마도 슬랩 산사태가 발생한 곳과 같이 지구 중력장 저지대로 이동하고, 플룸 또는 슈퍼플룸에 의해 발생할 수 있는 지구 중력장 고지대에서 밀려날 것이다. 이는 대륙들이 서로 밀어 초대륙을 형성하게 하며, 초기 대륙 지각이 원판게아로 집적되도록 작용했던 과정임이 분명하다.
초대륙의 분산은 매우 큰 대류 셀 또는 플룸의 상승으로 인해 지각 아래에 열이 축적되어 발생하며, 대규모 열 방출은 고판게아의 최종 분열을 초래했다. 부착은 슬랩 산사태 또는 대류 셀의 하강 팔에 의해 발생할 수 있는 지구 중력장 저지대에서 발생한다. 초대륙의 부착 및 분산 증거는 지질학적 암석 기록에서 볼 수 있다.
알려진 화산 폭발의 영향은 범람 현무암의 영향과 비교되지 않는다. 범람 현무암의 시기는 대규모 대륙 분열과 일치한다. 그러나 범람 현무암 생성에 필요한 시간에 대한 데이터 부족으로 인해 기후 영향을 정량화하기 어렵다. 단일 용암류의 시기도 불확정하다. 이들은 범람 현무암이 고기후학에 어떻게 영향을 미쳤는지에 대한 중요한 요소이다.

## 판 구조론
전 지구적인 고지리학과 판게아 이전까지의 판 상호작용은 오늘날 비교적 잘 이해되고 있다. 그러나 지질학적 역사에서 더 거슬러 올라갈수록 증거는 더욱 희박해진다. 해양 자기 이상, 수동 경계 일치, 조산대의 지질학적 해석, 고지자기학, 화석의 고생물지리학, 기후에 민감한 층의 분포는 모두 대륙의 위치와 시간 경과에 따른 환경 지표에 대한 증거를 얻기 위한 방법이다.
현생누대 (5억 4천 1백만 년 전부터 현재)와 선캄브리아 시대 (46억 년 전부터 5억 4천 1백만 년 전)에는 주로 수동 경계와 쇄설성 지르콘 (및 조산대 화강암)이 존재했던 반면, 판게아 시대에는 거의 없었다. 대륙의 일치하는 경계는 수동 경계가 형성되는 곳이다. 이 대륙의 경계는 열개될 수 있다. 이 시점에서 해저확장설이 주된 원동력이 된다. 따라서 수동 경계는 초대륙이 분열할 때 생겨나고 초대륙이 조립될 때 소멸한다. 판게아의 초대륙 주기는 이러한 실체의 존재 또는 부재를 사용하여 초대륙의 발전, 지속, 분열을 기록하는 효율성을 보여주는 좋은 예이다. 판게아의 조립 시기인 5억 년 전과 3억 5천만 년 전 사이에 수동 경계는 급격히 감소한다. 판게아의 지속은 3억 3천 6백만 년 전부터 2억 7천 5백만 년 전까지 낮은 수동 경계 수로 특징지어지며, 그 분열은 수동 경계의 증가로 정확하게 나타난다.
조산대는 대륙과 초대륙이 조립되는 동안 형성될 수 있다. 대륙 블록에 존재하는 조산대는 세 가지 다른 범주로 분류되며 지질학적 본체를 해석하는 데 의미가 있다. 대륙간 조산대는 해분 폐쇄의 특징이다. 대륙간 활동의 명확한 지표에는 오피오라이트와 봉합 지대에 존재하는 다른 해양 물질이 포함된다. 대륙내 조산대는 충상단층대로 발생하며 해양 물질을 포함하지 않는다. 그러나 오피오라이트의 부재는 대륙내 지대의 강력한 증거가 되지 못하는데, 이는 해양 물질이 대륙내 환경에서 압착되어 침식될 수 있기 때문이다. 세 번째 종류의 조산대는 작은 분지의 폐쇄인 제한된 조산대이다. 초대륙의 조립은 대륙내 조산대를 보여야 한다. 그러나 조산대의 해석은 어려울 수 있다.
곤드와나와 로라시아의 충돌은 후기 고생대에 발생했다. 이 충돌로 인해 적도를 따라 바리스칸 산맥이 형성되었다. 이 6,000km 길이의 산맥은 보통 두 부분으로 나뉘어 언급되는데, 후기 석탄기의 헤르시니아 산맥이 동쪽 부분을 구성하고, 서쪽 부분은 애팔래치아산맥으로, 초기 페름기에 융기했다. (해발고도가 높은 평탄한 티베트고원과 같은 고원의 존재는 논의 중이다.) 바리스칸 산맥의 위치는 남반구와 북반구 모두에 영향을 미쳤다. 애팔래치아산맥의 융기는 전 지구 대기 순환에 큰 영향을 미쳤을 것이다.

## 기후
대륙은 행성의 기후에 막대한 영향을 미치며, 초대륙은 더 크고 더 지배적인 영향을 미친다. 대륙은 전 지구적인 바람 패턴을 변경하고, 해류 경로를 제어하며, 해양보다 더 높은 알베도를 가진다. 바람은 산에 의해 방향이 바뀌고, 알베도 차이는 내륙풍의 변화를 일으킨다. 대륙 내부의 높은 고도는 더 시원하고 건조한 기후인 대륙성 기후 현상을 만들어낸다. 이는 오늘날 유라시아에서 볼 수 있으며, 암석 기록은 판게아 중부에서 대륙성 기후의 증거를 보여준다.

### 빙하기
빙하기 시대(glacial-epoch)라는 용어는 수백만 년 동안 지구에서 발생한 장기간의 빙하 작용을 의미한다. 빙하는 특히 해수면 변화를 통해 기후에 큰 영향을 미친다. 대륙의 위치와 고도, 고위도 및 해양 순환의 변화는 빙하기 시대에 영향을 미친다. 대륙 및 초대륙의 열개와 분열과 빙하기 시대 사이에는 연관성이 있다. 선캄브리아 시대 초대륙 연속 모델에 따르면, 케놀랜드와 로디니아의 분열은 각각 고원생대와 신원생대 빙하기 시대와 관련이 있었다.
대조적으로, 원판게아-고판게아 이론은 이러한 빙하기가 낮은 대륙 속도 기간과 상관관계가 있음을 보여주며, 이는 지구의 전반적인 한랭화 간격이 지질 구조 활동 및 그에 상응하는 화산 활동의 감소로 인해 발생했음을 의미한다. 지역적 융기가 동반되는 초대륙의 집적 시기에는 빙하기가 드물고 이를 뒷받침하는 증거가 거의 없는 것으로 보인다. 그러나 증거 부족만으로는 빙하기가 초대륙의 충돌 집적과 관련이 없다는 결론을 내릴 수 없다. 이는 단순히 보존 편향을 나타낼 수도 있다.
오르도비스기 후기 (약 4억 5,840만 년 전)에는 곤드와나의 특정 형태가 빙하작용과 높은 CO2 수준이 동시에 발생하도록 허용했을 수 있다. 그러나 일부 지질학자들은 동의하지 않고 이 시기에 온도가 상승했다고 생각한다. 이 상승은 곤드와나가 남극을 가로지르는 이동에 강하게 영향을 받았을 수 있으며, 이는 오랜 기간의 눈 축적을 막았을 수 있다. 오르도비스기 후기 남극의 기온이 영하에 도달했을 수 있지만, 초기 실루리아기 (약 4억 4,380만 년 전)부터 후기 미시시피아기 (약 3억 3,090만 년 전)까지는 빙상(ice sheet)이 없었다. 대륙의 가장자리가 극 근처에 있을 때 대륙 눈이 발생할 수 있다는 이론에 동의할 수 있다. 따라서 곤드와나는 남극에 접해 있었지만, 해안을 따라 빙하 작용을 겪었을 수 있다.

### 강수량
계절풍 순환 시기의 강수량은 예측하기 어렵지만, 후기 고생대 (약 2억 5,190만 년 전) 판게아 내부에 큰 지형 장벽이 존재했다는 증거가 있다. 남서-북동 방향으로 뻗어있는 애팔래치아-헤르시니아 산맥의 가능성은 이 지역의 계절풍 순환을 현재 유라시아를 둘러싼 티베트고원의 계절풍 순환과 잠재적으로 연관시킬 수 있게 하는데, 티베트고원은 유라시아 내 계절풍 기간의 규모에 긍정적인 영향을 미치는 것으로 알려져 있다. 따라서 쥐라기 동안 초대륙의 다른 지역에서 지형이 낮으면 강수량 변화에 부정적인 영향을 미칠 것으로 예상된다. 초대륙의 분열은 지역 강수량에 영향을 미쳤을 수 있다. 어떤 초대륙이든 분열하면 대륙 육지 표면에 강수량 유출이 증가하여 규산염 풍화와 CO2 소비가 증가할 것이다.

### 기온
시생누대 동안 태양 복사량은 30퍼센트 감소했고 캄브리아기-선캄브리아 시대 경계는 6퍼센트 감소했음에도 불구하고, 지구는 선캄브리아 시대를 통틀어 단 세 번의 빙하기만을 겪었다. 모델이 하나의 기후 구성(보통 현재)으로 제한될 때 오류가 발생할 가능성이 더 높다.
대륙 내부의 추운 겨울은 복사 냉각(더 큼)과 대륙 가장자리로부터의 열 수송 비율 때문이다. 대륙 내부의 겨울 기온을 높이려면 열 수송 속도가 복사 냉각 속도보다 커지도록 증가해야 한다. 기후 모델을 통해 대기 중 CO2 함량과 해양 열 수송의 변화는 비교적 효과적이지 않다.
CO2 모델은 신생대 후기 및 석탄기-페름기 빙하기에 수치가 낮았음을 시사한다. 초기 고생대 수치는 훨씬 더 크지만 (오늘날보다 10퍼센트 이상 높다). 이는 선캄브리아 시대 초대륙의 분열 이후 높은 해저확장률과 탄소흡수원으로서 육상 식물의 부족 때문일 수 있다.
페름기 후기에는 판게아의 계절 기온이 급격히 변동했을 것으로 예상된다. 아열대 여름 기온은 오늘날보다 6~10도 더 따뜻했으며, 겨울 중위도 기온은 영하 30도 미만이었다. 초대륙 내부의 이러한 계절 변화는 판게아의 거대한 크기에 영향을 받았다. 그리고 오늘날과 마찬가지로 해안 지역은 훨씬 적은 변동을 경험했다.
쥐라기 동안 라우라시아의 북쪽 가장자리(판게아의 최북단 부분; 판게아의 최남단 부분은 곤드와나였다)를 따라 여름 기온은 섭씨 0도를 넘지 않았다. 러시아에서 유래한 빙하 표석은 이러한 북쪽 경계를 나타낸다. 쥐라기는 고지자기 경도 동경 90도 부근에서 오늘날 중앙 유라시아의 현재 기온보다 약 섭씨 10도 더 따뜻했을 것으로 추정된다.

### 밀란코비치 주기
초대륙 시대 동안 밀란코비치 주기에 대한 많은 연구는 중생대 백악기에 초점을 맞추었다. 현재 유라시아 대륙에서 나타나는 밀란코비치 주기의 진폭은 초대륙 판게아의 남반구와 북반구 모두에서 나타났을 수 있다. 기후 모델링에 따르면 판게아에서의 여름 변동은 섭씨 14~16도에 달했으며, 이는 플라이스토세 유라시아의 여름 기온과 비슷하거나 약간 높은 수치이다. 가장 큰 진폭의 밀란코비치 주기는 트라이아스기와 쥐라기의 중위도에서 고위도 지역에서 나타났을 것으로 예상된다.

### 대기 가스
판 구조론과 대기의 화학적 구성(특히 온실 기체)은 지질 시대에 걸쳐 가장 지배적인 두 가지 요소이다. 대륙 이동설은 추운 기후와 따뜻한 기후 에피소드 모두에 영향을 미친다. 대기 순환과 기후는 대륙과 초대륙의 위치 및 형성에 강하게 영향을 받는다. 따라서 대륙 이동설은 지구 평균 기온에 영향을 미친다.
시생누대에는 산소 농도가 미미했지만, 오늘날에는 약 21퍼센트이다. 지구의 산소 농도는 여러 단계로 증가한 것으로 생각된다. 여섯 또는 일곱 단계로, 이들은 지구 초대륙의 발달 시기와 매우 밀접하게 관련되어 있다.
1. 대륙 충돌
2. 초대형 산맥 형성
3. 초대형 산맥의 침식
4. 대량의 광물과 영양분이 대양으로 유입
5. 해양 조류 생명체의 폭발적 증가 (일부 영양분에서 기원)
6. 광합성 과정에서 대량의 산소 생성

지구 대기 중 산소 농도 증가 과정은 거대한 육괴의 대륙-대륙 충돌로 초대륙, 그리고 아마도 초대륙 산맥(초대형 산맥)이 형성되면서 시작되었을 것으로 이론화된다. 이러한 초대형 산맥은 침식되었을 것이고, 오늘날 볼 수 있는 것처럼 철과 인을 포함한 대량의 영양분이 해양으로 유입되었을 것이다. 그러면 해양은 광합성 유기체에 필수적인 영양분이 풍부해져 대량의 산소를 호흡할 수 있게 되었을 것이다. 조산 운동과 대기 중 산소 농도 사이에는 명확한 직접적인 관계가 있다. 또한 이러한 대규모 산소화 사건의 시기와 동시에 퇴적물 증가에 대한 증거가 있는데, 이는 유기 탄소와 황철석이 이 시기에 퇴적물 아래에 매장되어 자유 산소와 반응할 수 없게 되었음을 의미한다. 이것이 대기 중 산소 증가를 지속시켰다.
26억 5천만 년 전에 몰리브데넘 동위 원소 분별이 증가했다. 일시적이었지만 몰리브데넘 동위 원소가 분별하기 위해서는 자유 산소가 필요하므로 대기 중 산소 증가를 지지한다. 24억 5천만 년 전과 23억 2천만 년 전 사이에 두 번째 산소화 기간이 발생했으며, 이를 '대산소화 사건'이라고 부른다. 이 사건을 지지하는 증거로는 23억 년 전 레드 베드의 출현(Fe3+가 생성되어 토양의 중요한 구성 요소가 되었음을 의미)이 있다.
약 18억 년 전의 세 번째 산소화 단계는 철 형성물의 소멸로 나타난다. 네오디뮴 동위 원소 연구는 철 형성물이 일반적으로 대륙 기원임을 시사하며, 이는 용해된 Fe와 Fe2+가 대륙 침식 동안 운반되었어야 함을 의미한다. 대기 중 산소의 증가는 Fe 운반을 방지하므로 철 형성물의 부족은 산소 증가의 결과였을 수 있다. 약 6억 년 전의 네 번째 산소화 사건은 해양 탄산염 관련 황산염의 황 동위 원소 모델링된 비율에 기반한다. 이러한 모델이 시사하는 황 동위 원소의 증가(거의 두 배 농도)는 심해의 산소 함량 증가를 필요로 할 것이다.
6억 5천만 년 전과 5억 5천만 년 전 사이에 해양 산소 수준이 세 번 증가했으며, 이 기간이 다섯 번째 산소화 단계이다. 이 기간이 산소화 사건임을 나타내는 이유 중 하나는 검은 셰일에서 레독스 민감성 몰리브데넘의 증가이다. 여섯 번째 사건은 3억 6천만 년 전과 2억 6천만 년 전 사이에 발생했으며, 이는 대기 중 산소 증가에 강하게 영향을 받은 황산염의 34S와 탄산염의 13C 균형 변화를 시사하는 모델에 의해 확인되었다.

## 프록시
화강암과 쇄설성 지르콘은 암석 기록에서 현저하게 유사하고 주기적인 출현을 보인다. 이들의 변동은 선캄브리아 시대 초대륙 주기와 상관관계가 있다. 조산 화강암에서 얻은 U–Pb 지르콘 연대는 가장 신뢰할 수 있는 연대 측정 방법 중 하나이다.
화강암 기원의 지르콘에 의존하는 데에는 몇 가지 문제가 존재한다. 예를 들어, 전 지구적으로 고르게 분포된 데이터의 부족과 퇴적물로 인한 화강암 지르콘의 손실 또는 플루톤적 소모 등이 있다. 화강암 지르콘이 덜 적합한 곳에서는 사암에서 얻은 쇄설성 지르콘이 나타나 이러한 공백을 채워준다. 이러한 쇄설성 지르콘은 주요 현대 강과 그 유역의 모래에서 채취된다. 해양 자기 이상과 고지자기 데이터는 약 1억 5천만 년 전까지의 대륙 및 초대륙 위치를 재구성하는 데 사용되는 주요 자료이다.

## 같이 보기
- 고대 대륙 목록
- 초대양

## 더 읽어보기
- Nield, Ted, Supercontinent: Ten Billion Years in the Life of Our Planet, Harvard University Press, 2009, ISBN 978-0674032453